# Ascendancy (album)
Ascendancy – drugi album studyjny amerykańskiej grupy muzycznej Trivium. Został wydany 15 marca 2005 roku przez wytwórnię Roadrunner Records.
Producentami krążka byli Jason Suecof i Matt Heafy. Zarejestrowano na nim 55 minut i 16 sekund muzyki. Na krążku znajdują się 4 single: „Like Light to the Flies”, „Pull Harder on the Strings of Your Martyr”, „A Gunshot to the Head of Trepidation” i „Dying in Your Arms”. Demo piosenki „The Deceived” znalazło się na reedycji płyty Ember to Inferno, zaś utwór „Like Light to the Flies” na składance MTV2 Headbangers Ball Volume 2.
Na niektórych wydaniach albumu znajduje się bonusowy utwór „Washing Away Me in the Tides”, który znalazł się na ścieżce dźwiękowej do filmu Underworld: Evolution.
Ascendancy znalazło się na 151. miejscu listy „US Billboard 200”, a także na 4. miejscu listy „US Top Heatseekers”. W Anglii płyta trafiła na 75. miejsce „UK Top”.

## Lista utworów
1. „The End of Everything” – 1:20
2. „Rain” – 4:11
3. „Pull Harder on the Strings of Your Martyr” – 4:51
4. „Drowned and Torn Asunder” – 4:17
5. „Ascendancy” – 4:25
6. „A Gunshot to the Head of Trepidation” – 5:55
7. „Like Light to the Flies” – 5:40
8. „Dying in Your Arms” – 2:53
9. „The Deceived” – 5:11
10. „Suffocating Sight” – 3:47
11. „Departure” – 5:41
12. „Declaration” – 7:00

### Reedycja
9 maja 2006 roku wytwórnia Roadrunner Records wydała reedycję Ascendancy. W skład weszło DVD oraz 4 bonusowe utwory:
1. „Blinding Tears Will Break the Skies” – 5:10
2. „Washing Away Me in the Tides” – 3:48
3. „Master of Puppets” – 8:11
4. „Dying in Your Arms” (Video Mix) – 3:05

DVD zawiera 4 teledyski do singli, klip do piosenki „Rain” oraz utwory w wersji live, które zostały zarejestrowane 18 września 2005 w Londynie.

## Twórcy
- Matt Heafy – śpiew, gitara
- Travis Smith – perkusja
- Corey Beaulieu – gitara, śpiew
- Paolo Gregoletto – gitara basowa, śpiew
- Jason Suecof – produkcja
- Andy Sneap – miksowanie

## Single
1. „Like Light to the Flies” – 2005
2. „Pull Harder on the Strings of Your Martyr” – 2005
3. „A Gunshot to the Head of Trepidation” – 2005
4. „Dying in Your Arms” – 2005

## Wideografia
1. „Like Light to the Flies” – Dale Resteghini, 2004
2. „Pull Harder on the Strings of Your Martyr” – Dale Resteghini, 2005
3. „A Gunshot to the Head of Trepidation” – Shane Drake, 2005
4. „Dying in Your Arms” – Dale Resteghini, 2006